# Deudakala
Deudakala (en népalais : देउदाकाला) est un comité de développement villageois du Népal situé dans le district de Bardiya. Au recensement de 2011, il comptait 19 221 habitants.